# La playa (canción de Los Planetas)
«La playa» es el tercer sencillo del álbum de Los Planetas Una semana en el motor de un autobús.
El sencillo se acompañaba de una cinta VHS con el vídeo promocional del tema principal.

## Lista de canciones
1. La playa 04:01
2. El coleccionista 04:41

Existe una edición promocional con La playa como única pista.

## Reediciones
En 2005 se incluyó, en formato CD, en la caja Singles 1993-2004. Todas sus caras A / Todas sus caras B (RCA - BMG). El cofre se reeditó, tanto en CD como en vinilo de 10 pulgadas, por Octubre / Sony en 2015.
En 2015 Octubre publica el sencillo en vinilo de siete pulgadas en una edición de 500 copias.

## Videoclip
El vídeo promocional de la canción fue dirigido por Alejandro Lázaro para Complot Cine.
Se adjuntaba en formato VHS con el sencillo correspondiente, también disponible en el VHS Los Planetas. Videografía (viacarla.com, 2000), como contenido extraordinario de Encuentro con entidades DVD (RCA - BMG 2002) y en el DVD Principios básicos de Astronomía (Octubre - Sony Music Entertainment 2009).

## Versiones deLa playa
- Manu Solís versiona la canción en el disco homenaje Bienvenido a los 90 presenta: Una semana en el motor de un autobús (Bienvenido a los 90 / Bandcamp 2018).[2]